# Erythroxylum spinescens
Erythroxylum spinescens là một loài thực vật có hoa trong họ Erythroxylaceae. Loài này được A.Rich. mô tả khoa học đầu tiên năm 1841.